# Filippo di Hochberg
Filippo di Hochberg, conte di Neuchâtel (Neuchâtel, 1453 – Montpellier, 9 settembre 1503), è stato un nobile svizzero.

## Biografia
Filippo era l'unico figlio di Rodolfo di Hochberg (1430-1487) e di Margherita di Vienne. Suo padrino di battesimo era stato il duca Filippo il Buono di Borgogna. Per la politica del padre, che trovandosi coinvolto nelle guerre d'espansione della Borgogna agli stati confederati svizzeri preferì parteggiare per questi ultimi al fine di mantenere la sicurezza sui propri domini, dal 1474 dovette abbandonare la causa borgognona e si schierò con i cantoni.
Egli appoggiò apertamente la causa di Luigi XI di Francia che come merito gli concesse di sposare sua nipote, Maria di Savoia. Filippo divenne conte di Neuchâtel nel 1487 alla morte del padre e proseguì una politica essenzialmente improntata a favorire la Francia oltre ad avviare dei lavori di restauro ed ammodernamento del Castello di Neuchâtel. Dal 1491 al 1492 fu Gran ciambellano di Francia. Dal 1º maggio 1493, in sostituzione di François de Luxembourg e Aymar di Poitiers, re Carlo VIII lo nominò suo governatore e siniscalco di Provenza ove visse sino alla propria morte avvenuta a Montpellier il 9 settembre 1503.
Alla sua morte nel 1503, gli succedette nell'eredità la sua unica figlia Giovanna che l'anno successivo sposò Luigi d'Orléans-Longueville, alla cui dinastia si trasferirà la reggenza di Neuchâtel.

## Matrimonio e figli
Filippo sposò Maria di Savoia, figlia del duca Amedeo IX di Savoia e di Iolanda di Francia, dalla quale ebbe una sola figlia:
- Giovanna, erede paterna, sposò Luigi d'Orléans-Longueville alla cui linea passerà poi la reggenza della contea